# سعد دحان
سعد دحان  (18 فبراير 1958 بالرباط, المغرب) هو لاعب كرة قدم سابق و مدرب كرة قدم مغربي. تميز مسار سعد دحان بلعبه في صفوف فريق الجيش الملكي في فترته الذهبية.

## روابط خارجية
- سعد دحان على موقع أوليمبيديا (الإنجليزية)